# Périers-sur-le-Dan
 Périers-sur-le-Dan  es una población y comuna francesa, situada en la región de Baja Normandía, departamento de Calvados, en el distrito de Caen y cantón de Ouistreham.

## Demografía
| 199 | 196 | 282 | 360 | 491 | 456 |
| Para los censos de 1962 a 1999 la población legal corresponde a la población sin duplicidades (Fuente: INSEE [Consultar]) |     |     |     |     |     |